# ТВ дебатe Кенеди-Никсон
ТВ дебате Кенеди-Никсон представљају серију од укупно четири дебате током кампање за председничке изборе у САД 1960. године између демократског кандидата Џона Кенедија и републиканског кандидата Ричарда Никсона. Укупно је одржано њих четири, у периоду од 26. септембра до 21. октобра 1960. године.

## Позадина
Демократска партија на унутарстраначким изборима 1960. године бира Џона Кенедија, тада сенатора из Масачусетса као свог предсједничког кандитата, док је Линдон Б. Џонсон изабран као његов потпредседнички кандидат. Са друге стране, Републиканска странка изабрала је Риџарда Никсона као свог кандидата, до тада је обављао фунцкију потпредседника САД у периоду од осам година. Кампања је трајала током целе године, интензивирала се преко лета где је Никсон, судећи по бројним анкетама, стекао малу предност, коју, испоставиће се, није могао задржати.

## Дебате
Прва дебата одржана је 26. септембра 1960. године у Чикагу, у просторијама CBS под модераторством чувеног америчког новинара Хауарда К. Смита. Формат је био следећи: По осам минута за уводне речи, два и по минута за одговоре на питања, опциона реплика и три минута завршне речи. Тема прве дебате били су унутрашњи послови, односно проблеми са којима се сусретала држава у том периоду. Никсон је излазећи из аутомобила обновио повреду колена, због чега је неко време морао провести и у болници, због овога је на првом сучељавању изгледао исцрпљено и уморно, што су гледаоци одмах запазили. Оно што је јако важно напоменути је то да је ова дебата оборила све рекорде гледаности до тада са укупних 66,4 милиона гледалаца широм САД.
Друга дебата одржана је 7. октобра 1960. године у Вашингтону, где су кандидати одговарали на различита питања новинара. Трећа дебата била је заказана за 13. октобра исте године, док је последња одржана 21. октобра 1960. године у Њујорку, са истим форматом као прва, с тим што је тема ове дебате била спољни послови.

## Након дебате
Избори су одржани 8. новембра 1960. године, победу је однео Џон Кенеди са свега 118 000 гласова разлике. Многи наводе да су ови избори били прекретница ка модерном вођењу кампања и модерним изборима, самим тим што је први пут ТВ дебата била укључена у саме изборе, сматра се да је управо то Кенедију дало велику предност у овој трци, познат као одличан говорник и харизматичан човек, њему је додатно помогло и то што је Никсон због здравствених проблема изгледао исцрпљено, те одавао утисак болесног човека.